# 日本の名峰
『日本の名峰』（にほんのめいほう）は、NHKデジタル衛星ハイビジョンで2006年10月から放送されていた全46回の日本のテレビ番組。

## 概要
日本を代表する名峰を紹介する番組であり、『週刊日本の名峰』が放送時間の20分の番組で、そのダイジュスト版の5分の番組が『絶景日本の名峰』である。前者のナレーションはNHKの各アナウンサーが担当し、後者は加賀美幸子が担当した。週刊日本の名峰では、代表的な登山ルートを3D地図で紹介し、その登山ルートに沿って各々の山の魅力を紹介した。テーマ曲は、篠崎正嗣が作曲したオリジナル曲で東京フィルハーモニー交響楽団が演奏している。週刊日本の名峰は、NHK総合テレビやNHK教育テレビなどでも再放送された。『ハイビジョン特集 日本の名峰』として、特別に編集した番組も放送された。小学館から『NHK日本の名峰』のDVDがシリーズ化され発売された。絶景日本の名峰は、2011年度もNHK総合テレビで、毎週日曜の早朝に再放送が行われている。

## 放送された名峰一覧
放送された山は高尾山を除き、日本百名山の山である。
| 山名                   | 週刊日本の名峰 (20分) | 週刊日本の名峰 (20分) | 絶景日本の名峰 ( 5分) | 絶景日本の名峰 ( 5分) | 番組解説                           |
| 山名                   | 放送日                | ナレーター            | 放送日                | ナレーター            | 番組解説                           |
| ---------------------- | --------------------- | --------------------- | --------------------- | --------------------- | ---------------------------------- |
| 八ヶ岳                 | 2006年10月15日        | 高橋美鈴              | 2007年05月22日        | 加賀美幸子            | コマクサの群落                     |
| 槍ヶ岳                 | 2006年10月29日        |                       | 2007年05月25日        | 加賀美幸子            | 三角錐の北アルプスのシンボル       |
| 大雪山                 | 2006年11月05日        |                       | 2007年05月23日        | 加賀美幸子            | 北海道の屋根、高山植物の宝庫       |
| 石鎚山                 | 2006年11月12日        |                       | 2007年05月24日        | 加賀美幸子            | 修験者の山                         |
| 常念岳                 | 2006年11月19日        |                       | 2007年05月28日        | 加賀美幸子            | 高山蝶の聖地                       |
| 羅臼岳                 | 2006年11月26日        |                       | 2007年05月29日        | 加賀美幸子            | 知床半島の原生の自然               |
| 穂高岳                 | 2006年12月03日        |                       | 2007年05月30日        | 加賀美幸子            | 近代アルピニズムの発祥の地         |
| 尾瀬・至仏山           | 2006年12月10日        |                       | 2007年06月01日        | 加賀美幸子            | 湿原の花の名山                     |
| 立山                   | 2006年12月17日        |                       | 2007年06月04日        | 加賀美幸子            | ライチョウの生息地                 |
| 富士山                 | 2007年01月13日        | 明石勇                | 2007年06月07日        | 加賀美幸子            | 日本一の高山                       |
| 白馬岳                 | 2007年01月20日        | 高橋美鈴              | 2007年05月21日        | 加賀美幸子            | 白馬岳大雪渓と豊富な高山植物       |
| 屋久島・宮之浦岳       | 2007年01月27日        |                       | 2007年07月05日        | 加賀美幸子            | 大雪渓と高山植物の群生地           |
| 剱岳                   | 2007年02月03日        | 明石勇                | 2007年07月06日        | 加賀美幸子            | 日本屈指の岩峰                     |
| 北岳                   | 2007年02月10日        | 高橋美鈴              | 2007年06月12日        | 加賀美幸子            | キタダケソウなど豊富な高山植物     |
| 黒部源流・鷲羽岳       | 2007年02月17日        | 明石勇                | 2007年06月13日        | 加賀美幸子            | 黒部川の源流の山                   |
| 利尻山                 | 2007年02月24日        |                       | 2007年07月02日        | 加賀美幸子            | 円錐形の海からそそり立つ峰         |
| 鹿島槍ヶ岳             | 2007年03月03日        | 高橋美鈴              | 2007年06月15日        | 加賀美幸子            | 双耳峰                             |
| 甲斐駒ヶ岳             | 2007年03月10日        | 明石勇                | 2008年06月18日        | 加賀美幸子            | 信仰登山の黒戸尾根                 |
| 白山                   | 2007年03月17日        | 高橋美鈴              | 2007年06月19日        | 加賀美幸子            | 豪雪地帯の花の名山                 |
| 早池峰山               | 2007年03月24日        | 高橋美鈴              | 2007年06月20日        | 加賀美幸子            | ハヤチネウスユキソウなどの花の名山 |
| 大峰山                 | 2007年04月14日        | 明石勇                | 2007年06月21日        | 加賀美幸子            | 熊野古道・修験者の道               |
| 木曽駒ヶ岳             | 2007年04月21日        |                       | 2007年06月22日        | 加賀美幸子            | 駒の雪形の中央アルプスの最高峰     |
| 飯豊山                 | 2007年04月28日        |                       | 2007年06月25日        | 加賀美幸子            | 豪雪地帯のブナの森                 |
| 大山                   | 2007年05月19日        | 高橋美鈴              | 2007年06月26日        | 加賀美幸子            | 崩落続く中国地方の最高峰           |
| 赤石岳                 | 2007年05月26日        | 明石勇                | 2007年06月27日        | 加賀美幸子            | 奥深い南アルプスの盟主             |
| 鳥海山                 | 2007年06月02日        | 高橋美鈴              | 2007年06月28日        | 加賀美幸子            | 独立峰の出羽富士                   |
| 御嶽山                 | 2007年06月11日        | 明石勇                | 2007年06月29日        | 加賀美幸子            | 火口湖、外輪山のある大きな独立峰   |
| 八甲田山               | 2007年06月30日        | 明石勇                | 2007年06月14日        | 加賀美幸子            | 高層湿原と樹氷                     |
| 月山                   | 2007年07月09日        |                       | 2007年07月03日        | 加賀美幸子            | 出羽三山の信仰の山                 |
| 霧島山                 | 2007年07月21日        | 高橋美鈴              | 2007年07月04日        | 加賀美幸子            | ミヤマキリシマが咲く活火山         |
| ふるさとの富士         | 2007年08月04日        | 高橋美鈴              |                       |                       |                                    |
| 祈りの山               | 2007年08月11日        | 明石勇                |                       |                       |                                    |
| 花の山旅・日本アルプス | 2007年08月18日        |                       |                       |                       | 花の百名山、新・花の百名山         |
| 花の山旅・日本縦断     | 2007年09月22日        |                       |                       |                       |                                    |
| 空の山旅・日本アルプス | 2007年09月29日        | 明石勇                |                       |                       |                                    |
| 空の山旅・日本列島     | 2007年10月06日        | 明石勇                |                       |                       |                                    |
| 岩木山                 | 2008年10月03日        |                       | 2008年11月11日        | 加賀美幸子            | 津軽平野の独立峰                   |
| 間ノ岳                 | 2008年10月10日        | 古屋和雄              | 2009年01月12日        | 加賀美幸子            | カール地形を残る高峰               |
| 磐梯山                 | 2008年10月17日        |                       | 2007年06月20日        | 加賀美幸子            | 猪苗代湖畔の会津富士               |
| 岩手山                 | 2008年10月31日        |                       | 2008年11月13日        | 加賀美幸子            | 北上盆地の南部片富士               |
| 男体山                 | 2008年11月07日        | 磯野佑子              | 2008年11月14日        | 加賀美幸子            | 中禅寺湖畔の信仰の山               |
| 妙高山                 | 2008年11月14日        |                       | 2008年11月18日        | 加賀美幸子            | 火打山へと連なる豪雪地帯の山       |
| 大台ヶ原               | 2008年11月21日        | 磯野佑子              | 2009年01月13日        | 加賀美幸子            | 多雨地帯の隆起準平原               |
| 高尾山                 | 2008年11月28日        |                       | 2009年01月19日        | 加賀美幸子            | 都心に近い里山                     |
| 羊蹄山                 | 2008年12月05日        |                       | 2008年11月10日        | 加賀美幸子            | 富士山に似た山容の蝦夷富士         |
| 谷川岳                 | 2008年12月12日        |                       | 2009年01月14日        | 加賀美幸子            | 急峻な岩尾根                       |
| 蓼科山                 | 2008年12月19日        |                       | 2008年11月17日        | 加賀美幸子            | 展望が良い円錐形の山               |
| 阿蘇山                 | 2009年01月09日        |                       | 2009年01月16日        | 加賀美幸子            | 世界最大級のカルデラ               |
| 開聞岳                 | 2009年01月16日        |                       | 2008年11月19日        | 加賀美幸子            | 薩摩半島南端にそびえる円錐形の山   |
| 幌尻岳                 | 2009年01月23日        | 古屋和雄              | 2009年01月21日        | 加賀美幸子            | 日高山脈最高峰の奥深い山           |
| 乗鞍岳                 | 2009年01月30日        | 古屋和雄              | 2009年01月20日        | 加賀美幸子            | 多くの峰と火口湖からなる山         |
| 朝日岳                 | 2009年02月06日        | 古屋和雄              | 2009年01月15日        | 加賀美幸子            | 多くの峰が連なる朝日連山           |
| 富士山・初日の出       |                       |                       | 2008年01月01日        | 中谷文彦              | 生中継、小野寺昭らが出演           |

### ハイビション特集　日本の名峰
| タイトル                         | 放送日         | ナレーター         | 備考 |
| -------------------------------- | -------------- | ------------------ | ---- |
| 北アルプス                       | 2006年08月21日 | 明石勇、秋野由美子 |      |
| 中央・南アルプス、関東周辺の山々 | 2006年08月22日 | 明石勇、秋野由美子 |      |
| 北海道・東北の山々               | 2006年08月23日 |                    |      |
| 富士山・西の山々                 | 2006年08月24日 |                    |      |
| 日本一の山々                     | 2008年08月24日 |                    |      |
| ふるさとの富士                   | 2008年08月25日 |                    |      |
| 剱岳測量物語～明治40年点の記～   | 2009年10月17日 | 加賀美幸子         |      |

## 日本の名峰の風景
|                    |                            |                                |                        |
| 日本最高峰の富士山 | 中部山岳国立公園にある立山 | 古来より白山信仰で知られる白山 | 南アルプス最高峰の北岳 |
| 日本三名山         | 日本三名山                 | 日本三名山                     | 日本百名山             |